# Callistege regia
Callistege regia là một loài bướm đêm trong họ Erebidae.